# ملاح (منبج)
ملاح بلدة سوريّة تتبع إداريّاً لمحافظة حلب منطقة منبج ناحية مسكنة، بلغ تعداد سكانها 2,804 نسمة حسب التعداد السكاني لعام 2004.